# John Walsh (apresentador de televisão)

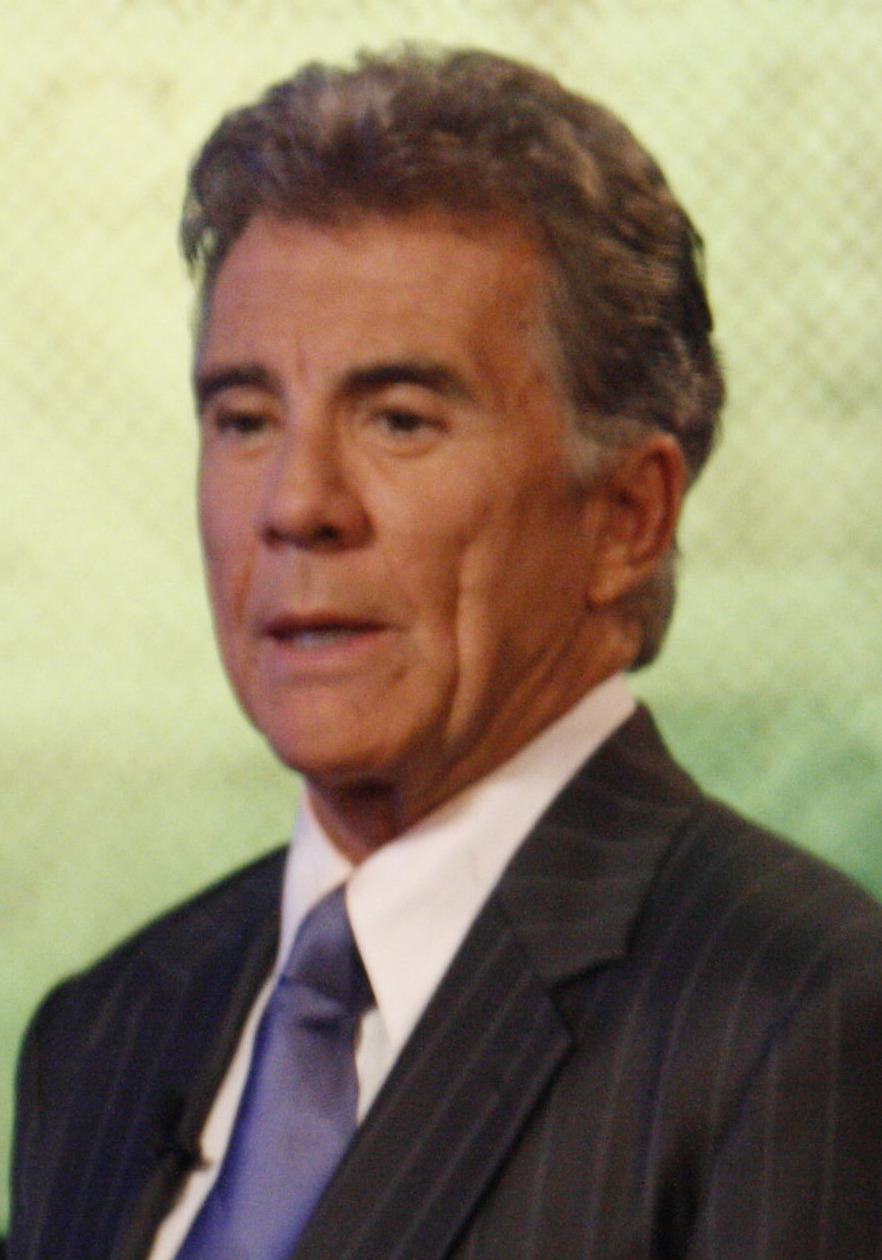
Walsh em setembro de 2008, durante uma gravação do America's Most Wanted no Museu do Crime & Castigo.

John Edward Walsh Jr. (26 de dezembro de 1945) é uma personalidade televisiva estadunidense, investigador criminal, activista dos direitos humanos e de vítimas e o apresentador, bem como criador, do America's Most Wanted. Walsh também é conhecido pelo seu activismo anti-crime e pelo seu ódio justificado pelos criminosos, no qual ficou envolvido depois do homicídio do seu filho Adam em 1981; em 2008, o assassino em série Ottis Toole foi nomeado como assassino do filho de Walsh. Walsh é co-proprietário do Museu de Crime & Castigo em Washington, D. C.

## Infância
Walsh nasceu em Auburn, Nova York, um dos quatro filhos de John E. Walsh, Sr. e Jean Walsh. Ele se formou na escola secundária Our Lady of Mount Carmel High School em Auburn em 1963 e casou-se com Revé Drew em 1971. Ele freqüentou a Universidade de Buffalo, da qual se formou em 1973 com um diploma de Bacharel em História. Após a faculdade, os Walshes se estabeleceram no sul da Flórida, onde John Walsh se envolveu na construção de hotéis de luxo.

## Assassinato de Adam Walsh
No verão de 1981, Walsh era sócio numa companhia de gestão de hóteis em Hollywood, Flórida. Ele e a sua esposa, Revé, tinham um filho de 6 anos, Adam. Em 27 de Julho de 1981, Adam foi raptado de uma loja da Sears no Centro Comercial Hollywood, em frente da Central da Polícia de Hollywood. Revé tinha deixado Adam no departamento de brinquedos na Sears, jogando em um console de video game, enquanto ia procurar uma lâmpada. Quando regressou alguns minutos depois, Adam tinha desaparecido. Os relatórios da polícia no caso Adam mostrados em 1996, mostram que um segurança de 17 anos instruiu 4 crianças a saírem da loja. Adam estava entre eles. Dezesseis dias depois do rapto, a sua cabeça decepada foi encontrada num canal de drenagem a 190 quilómetros da sua casa. O resto do seu corpo nunca foi encontrado.
Foram mencionados muitos nomes ligados ao caso nas 30 décadas desde o homicídio, mas foi o do assassino em série Ottis Tolle que intrigou os detectives. John Walsh sempre disse que Toole era o responsável pelo crime, dizendo que os investigadores tinham encontrado um par de calções verdes e uma sandália semelhantes ao que Adam estava usando, na casa de Toole em Jacksonville, Flórida. Em Janeiro de 2007, o falecido assassino em série Jeffrey Dahmer foi suspeito da morte de Adam. Esta especulação foi eliminada por Walsh no America's Most Wanted em 6 de Fevereiro de 2007.
O principal suspeito no rapto e morte de Adam, Toole, que morreu na prisão em 1996 enquanto servia prisão perpétua por outros crimes, foi oficialmente identificado como o assassino em 16 de Dezembro de 2008 pelo Departamento da Polícia de Hollywood, e o caso foi considerado fechado. Ao longo dos anos, Toole confessou duas vezes o crime, mas de ambas as vezes voltou atrás com a confissão. Além do homicídio de Walsh, Toole proclamou, mais tarde, centenas de homicídios, mas a polícia determinou que a maior parte dessas confissões era mentira.

### Consequências
Depois do crime, a família Walsh fundou o Centro de Recursos para Crianças Adam Walsh, uma organização sem fins lucrativos dedicada à reforma legislativa. Os centros, originalmente localizado em West Palm Beach, Flórida; Columbia, Carolina do Sul; Condado de Orange, Califórnia; e Rochester, Nova Iorque; juntaram-se com o Centro Nacional para Crianças Desaparecidas e Exploradas (NCMEC), onde John Walsh serve no quadro de directores.
A família Walsh organizou uma campanha política para ajudar crianças desaparecidas e exploradas. Apesar dos problemas burocráticos e legislativos, os esforços de John e Revé eventualmente levaram à criação da Lei de 1982 para Crianças Desaparecidas e da Lei de 1984 para Ajuda a Crianças Desaparecidas.
Hoje, Walsh continua a testemunhar perante o Congresso e a determinar legislações sobre questões de crime, crianças desaparecidas e direitos das vítimas. Os seus mais recentes esforços incluíram a intermediação para a Emenda Constitucional para direitos das vítimas.
A Lei Adam Walsh para a Protecção e Segurança das Crianças (Pub.L. 109-248) foi assinada como lei pelo presidente dos Estados Unidos George W. Bush a 27 de Julho de 2006, seguido de uma viagem de dois anos pelo Congresso dos Estados Unidos e foi intensamente intermediado por Walsh e pelo Centro Nacional para Crianças Desaparecidas e Exploradas. Primeiramente, focava-se num registo nacional de criminosos sexuais, através de duras penalidades por não se registar como criminoso sexual seguido de libertação para a sociedade, e acesso dos cidadãos a websites do estado que localizam criminosos sexuais. Os críticos argumentam que o sistema obriga os criminosos a usar uma Carta Escarlate, apesar das circunstâncias do seu caso.
No fim dos anos 80, muitos centros comerciais, lojas, supermercados, e outras lojas de retalho tinham adoptado o que se conhece como "Código Adam", um movimento feito inicialmente pelas lojas Walmart no sudeste dos Estados Unidos. Um "Código Adam" é anunciado quando uma criança desaparece numa loja ou se uma criança é encontrada por um empregado de loja ou cliente. Se a criança está perdida ou desaparecida, todas as portas são trancadas e um empregado de loja é colocado em todas as saídas, enquanto é passada a descrição da criança no sistema de comunicação. "Código Adam" como expressão tornou-se sinónimo no desaparecimento de uma criança, e é um precedente ao "Alerta Amber", que serve notificações pelos sistemas de transmissão das estradas.

## Carreira na televisão
John e Revé Walsh foram protagonizados pelos actores Daniel J. Travanti e JoBeth Williams em Adam, um filme televisivo da NBC de 1983 que dramatizava os dias seguintes ao desaparecimento de Adam. Os verdadeiros Walsh aparecem no fim da transmissão para publicitar fotografias de outras crianças que desapareceram. Mais tarde, foi produzida e transmitida uma sequela chamada Adam: His Song Continues.

John Walsh apresenta um fugitivo em America's Most Wanted.

Depois de fazer negócio com a Fox, Walsh lançou o America's Most Wanted em 1988. Na altura, Walsh já era conhecido devido ao assassinato do seu filho e as suas acções consequentes para ajudar crianças desaparecidas e exploradas. O America's Most Wanted foi de longe o reality show que durou mais tempo na história da Fox e contribuiu para a captura de mais de 1000 fugitivos. A Fox cancelou a série em Junho de 2011, mas transmitiu 4 especiais durante a temporada de 2011-12. A 2 de Dezembro de 2011, a série regressou como uma série regular semanal na Lifetime. O último episódio foi transmitido a 12 de Outubro de 2012; 5 meses depois, em Março de 2013, a Lifetime cancelou oficialmente a série.
Walsh também apresentou o seu próprio programa, The John Walsh Show, onde transmitia em sindicância (maioritariamente em estações afiliadas à NBC, como a NBC que produzia a série) de 2002 a 2004.
Em Julho de 2005, Walsh tentou ajudar a família de uma adolescente desaparecida Natalee Holloway. Walsh foi crítico da investigação ao crime de Aruba e, juntamente com a personalidade televisiva Dr. Phil McGraw, mobilizou os americanos para boicotar Aruba. Walsh foi um convidado especial de um episódio de Extreme Makeover: Home Edition que foi transmitido em 14 de Agosto de 2005. O episódio visitava a casa de Colleen Nick, que era parente de Morgan Nick, uma rapariga de 6 anos que está desaparecida desde 1995. Walsh mostrou o caso de Morgan Nick em America's Most Wanted várias vezes.
A sua história de vida foi mostrada no The E! True Hollywood Story e Biography.
Walsh é agora o apresentador do The Hunt with John Walsh. O programa, que começou a 13 de Julho de 2014 na CNN/US, é semelhante ao America's Most Wanted.

## Família
Depois da morte de Adam, os Walsh tiveram mais 3 filhos: Meghan (nascida em 1982), Callahan (nascido em 1985) e Hayden (nascido em 1994).
Meghan nasceu um ano depois de Adam ter sido assassinado. Revé Walsh disse aos jornais locais na altura que "não existe substituto do Adam". Ela também disse que "Meghan vai fazer-me sentir mais falta do Adam. Ele sempre quis uma irmã". Meghan é actualmente uma cantora, designer de moda e mora em Vero Beach com a sua filha Eva.
Hayden acompanha por vezes o seu pai quando são gravados os programas de televisão, incluindo o America's Most Wanted. No programa de 27 de Julho de 2006 do Larry King Live, Larry King disse que Hayden é parecido com Adam.

## Tributos
Em 2002, o rapper Bizzy Bone da Bone Thugs-n-Harmony escreveu uma música para o programa (AMW) e dedicou-a a Adam e John Walsh, encorajando os sobreviventes de raptos a não manterem os seus raptores em segredo, como Bizzy Bone fez depois de ter sido raptado no início dos anos 80.
A 15 de Agosto de 2006, a terra natal de John Walsh de Auburn, Nova Iorque, nomeou uma rua com o seu nome.
Em 2005, John Walsh apareceu como ele próprio em Outsiders #18 (Janeiro de 2005), uma série de livros de banda desenhada publicados pela DC Comics. Na história, escrita por Judd Winick, Walsh ajuda um equipa de super heróis epónimos a ir a público ao America's Most Wanted com informação sobre uma troca de crianças por escravatura sexual, que eventualmente levou a uma pista sólida com as informações dadas. 
Durante alguns anos no início dos anos 90, devido à presença na Fox, Walsh também apareceu no programa de sábado de manhã educacional com segmentos de serviço público, Totally For Kids, pela Fox Kids. Walsh aparecia com segmentos com actores infantis que ajudavam a ilustrar cenários nos quais as crianças podiam estar em perigo, e que soluções poderiam arranjar. Os temas iam desde abuso sexual a estarem perdidos sozinhos num local público, enquanto outros era moderados na natureza como nunca convidar estranhos a casa sozinho ou problemas de aumento de açúcar. Todos os segmentos terminavam com uma lembrança para ligar para o 911 em caso de emergência, mostrando uma criança vestida com uma fantasia de telefone.
Em Outubro de 2008, John Walsh recebeu o prémio do Objetivo Lifetime Operation Kids, pela sua dedicação a proteger as crianças e a angariar fundos para o Centro Nacional para Crianças Desaparecidas e Exploradas, que Walsh fundou juntamente com a sua mulher .

## Controvérsia
John Walsh gerou uma grande controvérsia durante uma conferência de uma viagem em 2006 quando disse à imprensa que na brincadeira disse aos senadores para colocar chips "explosivos" nos ânus dos criminosos sexuais. Ele disse, "Eu disse colocar nos seus ânus e se eles saírem fora do raio, expludam-nos, isso enviaria uma grande mensagem". Walsh disse que era uma "piada", mas que "ninguém achou piada". Walsh mais tarde sugeriu implantar chips GPS em tais criminisos.
John Walsh também enfrentou críticas quando aconselhou as mulheres a nunca contratarem um babysitter homem, que foi visto como sexista. "Não é uma caça às bruxas", disse ele. "É tudo sobre minimizar riscos. Que cão é que tem mais probabilidade de morder e magoar-te? Um Doberman, não um caniche. Quem é mais provável que moleste uma criança? Um homem".
No seu livro Tears of Rage, Walsh admite abertamente estar uma relação com Revé quando tinha 16 anos enquanto ele estava no início dos 20 anos e com noção da idade de consentimento em Nova Iorque, 17 anos. Os críticos da Lei Adam Walsh apontaram que, se ele tivesse sido condenado, o próprio Walsh seria sujeito a registo como criminoso sexual sob a lei que ele tão agressivamente promoveu.
Alguns críticos acusam Walsh de criar pânico de predador usando a sua publicidade. Walsh foi ouvido pelo Congresso a 2 de Fevereiro de 1983, onde deu dados sem fontes de 50 000 crianças raptadas e 1,5 milhões de crianças desaparecidas anualmente. Ele testemunhou que os Estados Unidos estão "cheios de crianças mutiladas, decapitadas, violadas e estranguladas", quando na verdade, um estudo posterior do Departamento da Justiça de 1999 mostra que apenas 115 incidências de raptos são feitos por estranhos, em que 50 resultam em morte ou no desaparecimento da criança. Os críticos dizem que o Centro de Recursos para Crianças Adam Walsh, que começou sem fundos em 1981, gerou 1,5 milhões de dólares anualmente depois do seu testemunho no Congresso.

## Trabalhos
- Tears of Rage (1997)
- No Mercy (1998)
- Wrongfully Accused (1998)
- Safety Patrol (1998)
- Public Enemies (2001)